# Thalassironus thalassinus
Thalassironus thalassinus is een rondwormensoort uit de familie van de Ironidae. De wetenschappelijke naam van de soort is voor het eerst geldig gepubliceerd in 1991 door Keppner.